# Авигдор Либерман
Авигдор Либерман (на иврит:אביגדור ליברמן) е израелски политик, председател на крайнодясната партия „Наш дом Израел“. От 30 октомври 2006 г. той е вицепремиер и министър по въпросите на стратегическите заплахи.

## Биография и кариера
Авигдор Либерман е роден в Кишинев, СССР (днес Молдова) на 5 юли 1958 г. На 20 г. се премества в Израел. Следва политически науки в Еврейския университет в Йерусалим. Понастоящем живее в еврейското селише Нокдим, на Западния бряг на река Йордан, с което иска да изрази своята симпатия към еврейските заселници на западния бряг.
Либерман минава в миналото като приятел на Бенямин Нетаняху. Оглавява канцеларията на министър-председателя Нетаняху, по-късно е министър на националната инфраструктура и транспортен министър в правителството на Ариел Шарон. През 1999 г. основава партията „Израел бейтену“ изразяваща интересите на емигрантите от бившите съветски републики. През 2004 г. напуска правителството на Ариел Шарон поради несъгласието си с изтеглянето на еврейските заселници от Ивицата Газа. На парламентарните избори от 2006 г. партията на Либерман печели 11 мандата, което я превръща в пета по влияние политическа сила в Израел.
В правителството на Ехуд Олмерт е заместник премиер и министър по стратегическите въпроси. Либерман минава за хардлайнер и радетел за промяна на политическата система на Израел. От парламентарна демокрация той иска да се превърне в президентска република. Често скандализира израелската и световната общественост с крайните си, понякога окачествявани като расистки изказвания. Нарича арабите с израелско гражданство „пета колона“ и настоява за лишаването им от израелско гражданство. Останалите в Израел араби трябва да преминат според него тест за лоялност към еврейската държава за да могат да останат в Израел. Счита, че израелските селища на Западния бряг трябва да бъдат анексирани, а малките крайгранични арабски поселения да бъдат предадени към Палестинската автономия на Западния бряг на р. Йордан.